# Back Bernát

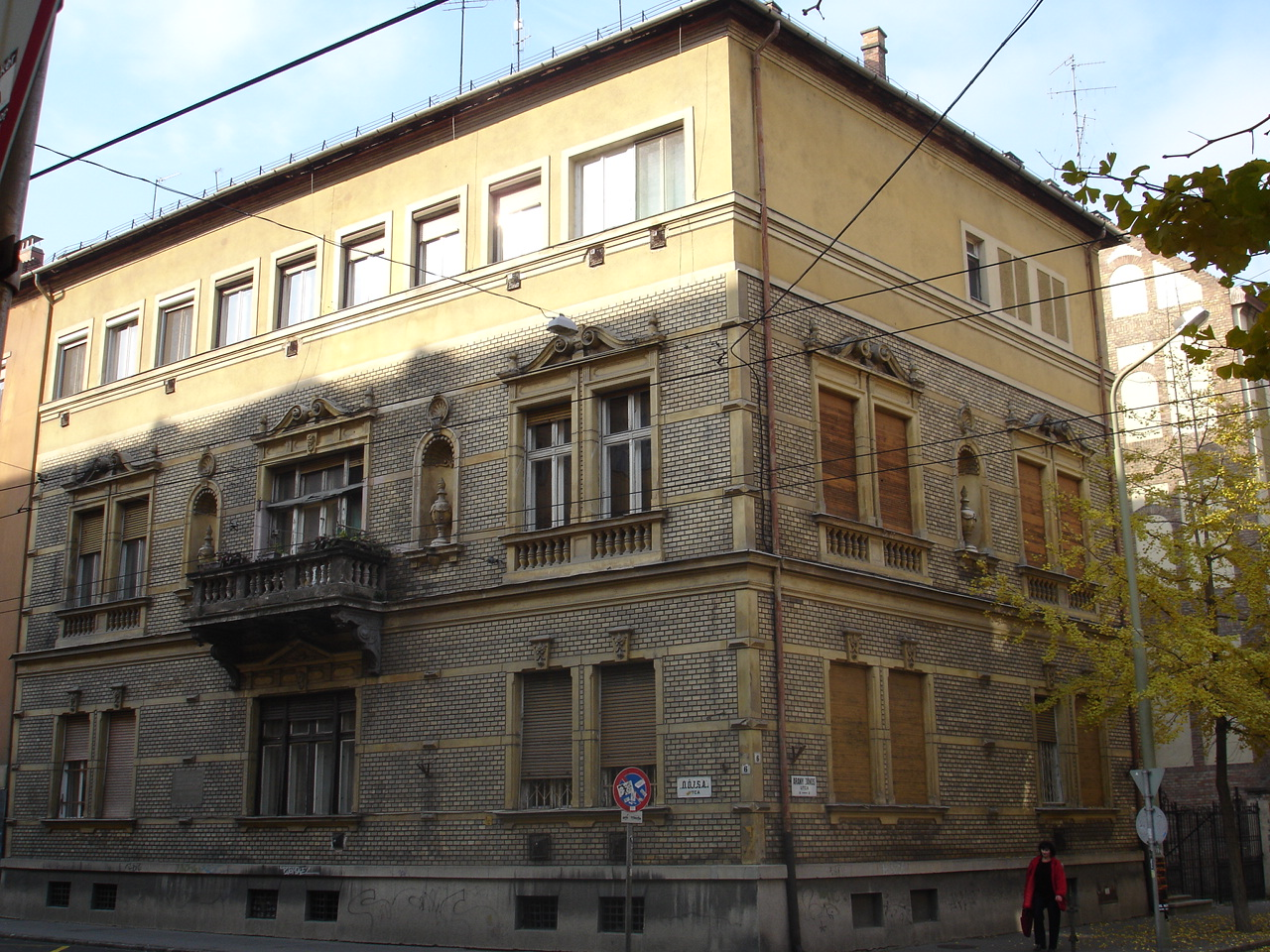
Back Bernáth leányának lakóháza, Szeged, Dózsa György u. 6.

Begavári Back Bernát (Szeged, 1871. november 4. – Gyón, 1953. január 7.) zsidó származású üzletember, politikus, műgyűjtő. A magyar malomipar egyik prominens személye. Szeged város mecénása. A szegedi Rotary Club alapító tagja és első elnöke.

## Életpálya
Gabonakereskedő és malmos családban született, amelyben földbirtokosok is voltak. A Vidéki Malomiparosok Orsz. Egyesületének alapítója és három évtizeden át társelnöke. Elnöke volt a Szeged-Csongrádi Takarékpénztárnak, a Közraktár és Malomipar Rt.-nak, a Szegedi Kenderfonógyár Rt.-nak és az Orion Bőrgyár Rt.-nak, 1919-ben mint az Antibolsevista Comité tagja részt vett a szegedi ellenforradalmi akciókban, és tetemes anyagi támogatásban részesítette Horthy Miklós altengernagy Nemzeti Hadseregét. 1924-ben kormányfő tanácsosi címet kapott és németalföldi konzul lett. 1927-től 1939-ig Szeged képviselője a felsőházban. A második zsidótörvénynek megfelelően 1939. október 15-én a 39 zsidó származású törvényhatósági közgyűlési képviselő közül húsz főt kizártak, de egy ideig Lőw Immánuellel maradhattak a szegedi plénumban, mivel ők még felsőházi tagságukat sem veszítették el.
1937-ben a felső-ásotthalmi erdőben a bajai út mellett kápolnát építtetett Szent Erzsébet tiszteletére, és fiatalon, kórházban műtét közben, fel nem fedezett vérzékenység miatt elhunyt fia, dr. Bégavári Back Ottó emlékére.
1907-ben adományt tett az Erzsébet királyné szobor terveinek megvalósítására, melyhez a Szegedi Hiradó meginduló gyűjtése is kapcsolódott.

## A malomipar
Back Bernát nagyapja alapította Bécsben a Back Bernát és fiai céget. 1868-ban vásárolták meg a vasúti híd szegedi hídfője tövében a Jordan-féle kis teljesítményű malmot, amelyet óriásmalommá fejlesztett a Győrből – ahol nagybátyjánál tanult – hazaérkező Back Bernát. 1870-ben megvásárolta a Kiviteli Gőzmalom Részvénytársaságot, amely megépítette a városnak egy kisebb részét behálózó első vízvezetékét. Malmai a századfordulón 500 ezer mázsa lisztet termeltek évente, amely közel hasonló teljesítményt jelentett a budapesti nagy malmokéhoz. A két világháború közötti malomipari válság a Back malmot sem kerülte el, 1939-ben Közraktár és Malomipari Rt-vé alakult. A malmot 1944-ben bombatámadás pusztította el.
Gabonakereskedő és malmos családban született, amelyben földbirtokosok is voltak. A kiviteli gőzmalmot 1870-ben vásárolták meg. Cégüket 1882-tőt a következő néven nevezik: Back Bernát és Fiai szegedi gőzmalma és vízvezetéke. Vállalkozását a legnagyobb vidéki malommá tette, számos fióktelepe és egyéb vállalkozása volt. A Tisza-parti Back-malom 1930-ban részlegesen beszüntette munkáját, és főtevékenységük a közben megvásárolt Tisza-malomra tevődött át. A Tisza-parti malomépületet közraktárrá alakították át. A bank- és pénzvilágban is igen járatos iparmágnás volt, aki a begavári nemesi előnevet is megkapta. Szegednek számos adományt, jótéteményt tett. Hatalmas festménygyűjteménye volt. Támogatta a fogadalmi templom építését és ő építtette az ásotthalmi Erzsébet kápolnát, 1909-ben katolizált. Politikai pályáján elérte a felsőházi tagságot. Elnöke volt a Szeged-Csongrádi Takarékpénztárnak. A vállalkozás további családi tagjai: Back Alfréd, (Back Bernáth bátya) Back Ernő (az apja), Eisenstádter  Nándor, (az apósa) Back Herman, a (nagybátya) König Jenő, Back Viktor (a testvére), Engelsmann Mór.

## A műgyűjtő
Szegedi háza zsúfolva volt mindenfajta műkinccsel, s 1917-ben megtekinthetővé tette a nagyközönség számára is. Kollekciójából teljesen hiányoztak a gyengébb képek, s ez elsősorban vásárlási módszerének volt köszönhető. Minden beszerzését jelentős műkereskedőkön keresztül bonyolította, közülük is elsősorban a máig fennálló és prosperáló müncheni Böhler-házat részesítette előnyben. A vétel véglegesítése előtt számos levélváltás történt Back és a neves kereskedők között, az iratokat a család leszármazottai – szerencsére – megőrizték. Ezekben alapos referenciákat, származási adatokat, műtörténeti feldolgozottságot kívánt látni. Európai műveltségű ember volt, hatalmas festészeti gyűjteményében óriási értékeket gyűjtött. Holland festők, modern francia piktúra és új magyar festészet egy-egy remeke tulajdonában állt. Szegedi festőktől Korányit, Joachimot és Nyilasyt gyűjtött. Házában külön múzeumot nyitott. Adakozott a szegedi hadiárvák és rokkantak javára, adományaiból népkonyhát nyitottak.